# 滝沢菊太郎 (経営学者)
滝沢 菊太郎（たきざわ きくたろう、1926年5月17日 - 2002年8月12日）は、日本の経営学者。
東京市（現千代田区）出身。1952年東京商科大学（現一橋大学）卒、1966年「日本工業の構造分析 日本中小企業の一研究」で名古屋大学より経済学博士の学位を取得。名古屋大学経済学部助教授、教授。1979年経済学部長、附属経済構造分析センター長。1985年第10回中小企業研究奨励賞特選出版賞受賞。1990年定年退官し、名誉教授となり、中京大学教授を務めた。1989年から1992年まで日本中小企業学会会長。

## 著書
- 『日本工業の構造分析 日本中小企業の一研究』春秋社 1965
- 『高度成長と企業成長 中小企業から大企業への成長の実証的研究』東洋経済新報社 1973
- 『現代中小企業論』放送大学教育振興会 1992

### 共編著
- 『適正規模と中小企業』末松玄六共編 有斐閣 中小企業叢書 1967
- 『産業高度化と中小企業』山中篤太郎,外池正治共著 第三出版 1968
- 『先進国の中小企業比較』加藤誠一,小林靖雄共編 有斐閣 中小企業叢書 1970
- 『中小企業の海外進出 経済国際化への積極的対応』編 有斐閣選書　1982
- 『無借金企業』小川英次、牧戸孝郎共編 有斐閣 1985
- 『先端技術と中小企業』小川英次共編 有斐閣 1988
- 『中小企業とは何か 中小企業研究五十五年』小林靖雄共編 有斐閣 1996

### 記念論文集
- 『菊根分け 滝沢菊太郎教授退官記念文集』滝沢ゼミナール同窓会 1990

## 論文
- <滝沢菊太郎